# Charles Stewart (politicus)

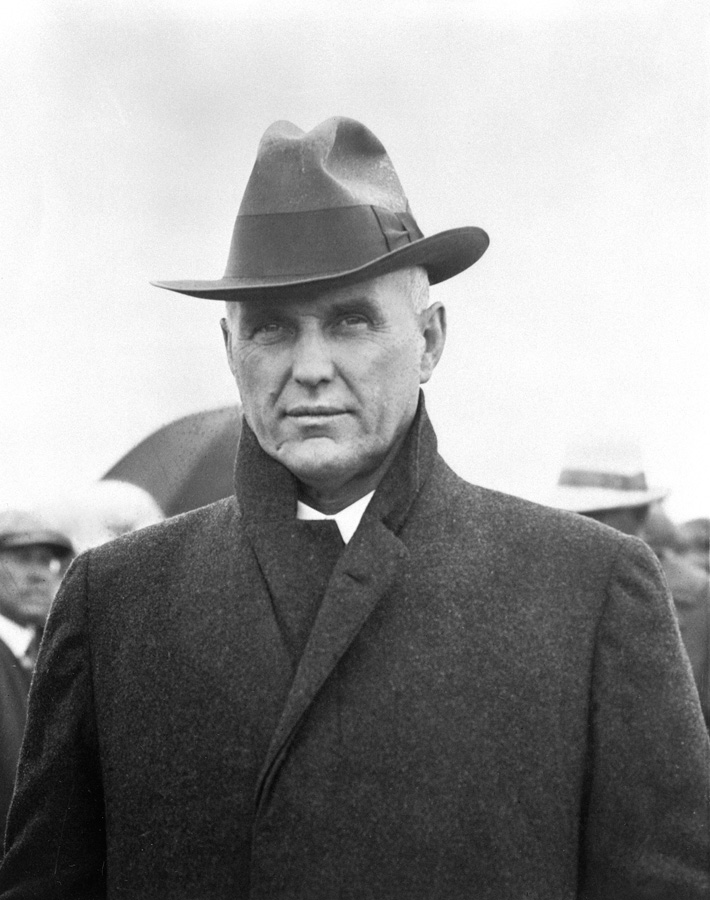
Charles Stewart

Charles Stewart (Strabane (Ontario), 26 augustus 1868 - Ottawa 6 december 1946) was een Canadees politicus en de derde premier van Alberta, van 1917 tot 1921.
Stewart, die opgroeide in Ontario, nam na de dood van zijn vader in 1892 diens boerderij over. In 1904, nadat een storm zijn bedrijf had verwoest, trok Stewart naar het westen van Canada alwaar hij opnieuw een boerenbedrijf opzette. hij werkte tevens als metselaar.
Stewart begon zijn politieke carrière in 1909 toen hij voor de Liberale Partij in het provinciale parlement werd gekozen. Hij bracht het tot minister in het kabinet van Arthur Lewis Sifton en na diens aftreden als premier van Alberta volgde Stewart hem op in die positie op 30 oktober 1917.
Hoewel Stewart persoonlijk bij de verkiezingen van 1921 in zijn district werd herkozen leed zijn Liberale regering als geheel een nederlaag tegen de United Farmers of Alberta en op 13 augustus van dat jaar trad hij af als premier ten gunste van Herbert Greenfield. Korte tijd later trad hij toe als minister in het federale kabinet onder minister-president William Lyon Mackenzie King. Stewart is tot op heden de laatste Liberale premier van Alberta geweest.
Charles Stewart overleed in 1946 en werd te Vanier, Ontario begraven.